# Liste der Formationen der US-Armee während des Zweiten Weltkriegs
Diese Liste gibt einen Überblick über Großverbände der United States Army während des Zweiten Weltkrieges. Viele der Formationen existieren noch heute, auch wenn sie eine neue Bezeichnung bekommen haben. Sie beinhaltet auch Verbände, deren Aufstellung geplant war, aber nicht durchgeführt wurde, deren Aufstellung abgeschlossen war, aber nicht aktiviert wurden,  als auch sogenannte „Phantom“-Verbände, die während der Alliierten Operation Fortitude zur Täuschung eingesetzt wurden.

## Armeegruppen
- 1st Army Group („Phantom“-Verband, ETO[Anm. 1])
- 6th Army Group (USA/Frankreich, ETO)
- 12th Army Group (USA, ETO)
- 15th Army Group (USA/Großbritannien/Alliierte, MTO[Anm. 2])

## Feldarmeen
- First Allied Airborne Army (USA/Großbritannien/Alliierte, ETO)
- First United States Army (ETO)
- Second United States Army
- Third United States Army (ETO)
- Fourth United States Army
- Fifth United States Army (MTO)
- Sixth United States Army (PTO)[Anm. 3]
- Seventh United States Army (MTO, ETO)
- Eighth United States Army (PTO)
- Ninth United States Army (ETO)
- Tenth United States Army (PTO)
- Fourteenth United States Army („Phantom“-Verband, ETO)
- Fifteenth United States Army (ETO)

## Korps
- I Corps (PTO)
- I Armored Corps (MTO)
- II Corps (MTO)
- II Armored Corps
- III Corps (ETO)
- IV Corps (MTO)
- V Corps (ETO)
- VI Corps (MTO, ETO)
- VII Corps (ETO)
- VIII Corps (ETO)
- IX Corps (PTO)
- X Corps (PTO)
- XI Corps (PTO)
- XII Corps (ETO)
- XIII Corps (ETO)
- XIV Corps (PTO)
- XV Corps (ETO)
- XVI Corps (ETO)
- XVIII Airborne Corps (ETO)
- XIX Corps (ETO)
- XX Corps (ETO)
- XXI Corps (ETO)
- XXII Corps (ETO)
- XXIII Corps (ETO)
- XXIV Corps (PTO)
- XXXIII Corps („Phantom“-Verband, ETO)
- XXXVI Corps
- XXXVII Corps („Phantom“-Verband, ETO)

## Divisionen
Luftlande-Panzer-, Kavallerie-, Infanterie- und Gebirgsjägerdivisionen sind separat gelistet. Die Nummerierung der Luftlande- und Gebirgsjägerdivisionen folgt dem System der Infanteriedivisionen. Eine Ausnahme davon stellen die „Phantom“-Divisionen dar
- 6th Airborne Division („Phantom“-Verband)
- 9th Airborne Division („Phantom“-Verband)
- 11th Airborne Division (PTO)
- 13th Airborne Division (ETO)
- 15th Airborne Division (nicht aufgestellt)
- 17th Airborne Division (ETO)
- 18th Airborne Division („Phantom“-Verband)
- 21st Airborne Division („Phantom“-Verband)
- 82nd Airborne Division (MTO, ETO)
- 101st Airborne Division (ETO)
- 135th Airborne Division („Phantom“-Verband)

### Panzerdivisionen
- 1st Armored Division (MTO)
- 2nd Armored Division (MTO, ETO)
- 3rd Armored Division (ETO)
- 4th Armored Division (ETO)
- 5th Armored Division (ETO)
- 6th Armored Division (ETO)
- 7th Armored Division (ETO)
- 8th Armored Division (ETO)
- 9th Armored Division (ETO)
- 10th Armored Division (ETO)
- 11th Armored Division (ETO)
- 12th Armored Division (ETO)
- 13th Armored Division (ETO)
- 14th Armored Division (ETO)
- 15th Armored Division („Phantom“-Verband)
- 16th Armored Division (ETO)
- 18th Armored Division (aufgestellt aber nicht aktiviert)
- 19th Armored Division (aufgestellt aber nicht aktiviert)
- 20th Armored Division (ETO)
- 21st Armored Division (aufgestellt aber nicht aktiviert)
- 22nd Armored Division (aufgestellt aber nicht aktiviert)
- 25th Armored Division („Phantom“-Verband)
- 39th Armored Division („Phantom“-Verband)

### Kavalleriedivisionen
- 1st Cavalry Division (PTO)
- 2nd Cavalry Division

### Infanteriedivisionen
- 1st Infantry Division (MTO, ETO)
- 2nd Infantry Division (ETO)
- 3rd Infantry Division (MTO, ETO)
- 4th Infantry Division (ETO)
- 5th Infantry Division (ETO)
- 6th Infantry Division (PTO)
- 7th Infantry Division (PTO)
- 8th Infantry Division (ETO)
- 9th Infantry Division (MTO, ETO)
- 11th Infantry Division („Phantom“-Verband)
- 14th Infantry Division („Phantom“-Verband)
- 17th Infantry Division („Phantom“-Verband)
- 22nd Infantry Division („Phantom“-Verband)
- 24th Infantry Division (PTO)
- 25th Infantry Division (PTO)
- 26th Infantry Division (ETO)
- 27th Infantry Division (PTO)
- 28th Infantry Division (ETO)
- 29th Infantry Division (ETO)
- 30th Infantry Division (ETO)
- 31st Infantry Division (PTO)
- 32nd Infantry Division (PTO)
- 33rd Infantry Division (PTO)
- 34th Infantry Division (MTO)
- 35th Infantry Division (ETO)
- 36th Infantry Division (MTO, ETO)
- 37th Infantry Division (PTO)
- 38th Infantry Division (PTO)
- 40th Infantry Division (PTO)
- 41st Infantry Division (PTO)
- 42nd Infantry Division (ETO)
- 43rd Infantry Division (PTO)
- 44th Infantry Division (ETO)
- 45th Infantry Division (MTO, ETO)
- 46th Infantry Division („Phantom“-Verband)
- 48th Infantry Division („Phantom“-Verband)
- 50th Infantry Division („Phantom“-Verband)
- 55th Infantry Division („Phantom“-Verband)
- 59th Infantry Division („Phantom“-Verband)
- 61st Infantry Division (aufgestellt aber nicht aktiviert)
- 62nd Infantry Division (aufgestellt aber nicht aktiviert)
- 63rd Infantry Division (ETO)
- 65th Infantry Division (ETO)
- 66th Infantry Division (ETO)
- 67th Infantry Division (aufgestellt aber nicht aktiviert)
- 68th Infantry Division (aufgestellt aber nicht aktiviert)
- 69th Infantry Division (ETO)
- 70th Infantry Division (ETO)
- 71st Infantry Division (ETO)
- 72nd Infantry Division (aufgestellt aber nicht aktiviert)
- 73rd Infantry Division (aufgestellt aber nicht aktiviert)
- 74th Infantry Division (aufgestellt aber nicht aktiviert)
- 75th Infantry Division (ETO)
- 76th Infantry Division (ETO)
- 77th Infantry Division (PTO)
- 78th Infantry Division (ETO)
- 79th Infantry Division (ETO)
- 80th Infantry Division (ETO)
- 81st Infantry Division (PTO)
- 83rd Infantry Division (ETO)
- 84th Infantry Division (ETO)
- 85th Infantry Division (MTO)
- 86th Infantry Division (ETO, PTO)
- 87th Infantry Division (ETO)
- 88th Infantry Division (MTO)
- 89th Infantry Division (ETO)
- 90th Infantry Division (ETO)
- 91st Infantry Division (MTO)
- 92nd Infantry Division (MTO)
- 93rd Infantry Division (PTO)
- 94th Infantry Division (ETO)
- 95th Infantry Division (ETO)
- 96th Infantry Division (PTO)
- 97th Infantry Division (ETO)
- 98th Infantry Division (PTO)
- 99th Infantry Division (ETO)
- 100th Infantry Division (ETO)
- 102nd Infantry Division (ETO)
- 103rd Infantry Division (ETO)
- 104th Infantry Division (ETO)
- 105th Infantry Division (aufgestellt aber nicht aktiviert)
- 106th Infantry Division (ETO)
- 107th Infantry Division (aufgestellt aber nicht aktiviert)
- 108th Infantry Division („Phantom“-Verband – später aufgestellt als 108th Airborne Division)
- 109th Infantry Division („Phantom“-Verband)
- 112th Infantry Division („Phantom“-Verband)
- 119th Infantry Division („Phantom“-Verband)
- 125th Infantry Division („Phantom“-Verband)
- 130th Infantry Division („Phantom“-Verband)
- 141st Infantry Division („Phantom“-Verband)
- 157th Infantry Division („Phantom“-Verband)
- Americal Division (PTO)
- Philippine Division (PTO)

### Gebirgsjäger-Divisionen
- 10th Mountain Division (MTO)

## Erklärung der Abkürzungen
1. ↑  European Theater of Operations
2. ↑  Mediterranean Theater of Operations
3. ↑  Pacific Theater of Operations